# Anja Haga
Anja Haga, née le 25 décembre 1976 à Drachten, est une femme politique néerlandaise, membre de l'Union chrétienne (CU). Elle est députée européenne de 2023 à 2024. 

## Biographie
Anja Haga est membre du conseil provincial de Frise de 2010 à 2015 et adjointe au maire d'Arnhem de 2015 à 2017. 
Elle est spécialisée dans les questions environnementales et climatiques au niveau européen. Le 5 septembre 2023, elle devient députée au Parlement européen en remplacement de Peter van Dalen, démissionnaire. Elle n'est pas élue lors des élections européennes de 2024.